# Michet
Michet je priimek več oseb:
- François-Marie-Louis-Romain Michet de la Baume, francoski general
- Paul-Louis-Jean-Marie-Bernard Michet de Varine Bohan, francoski general